# Euopius normalus
Euopius normalus är en stekelart som beskrevs av Fischer 1969. Euopius normalus ingår i släktet Euopius och familjen bracksteklar. Inga underarter finns listade i Catalogue of Life.